# Anton María Schwartz
Anton Maria Schwartz fue un sacerdote austriaco fundador de la Congregación para los trabajadores cristianos de San José de Calasanz, venerado como beato por la iglesia católica.

## Culto
Fue proclamado beato en Vienna por el papa Juan Pablo II el 21 de junio de 1998.
Memoria litúrgica el 15 de septiembre.